# Норт-Юніон Тауншип (округ Фаєтт, Пенсільванія)
Норт-Юніон Тауншип (англ. North Union Township) — селище (англ. township) в США, в окрузі Файєтт штату Пенсільванія. Населення — 11 828 осіб (2020).

## Демографія
Згідно з переписом 2010 року, у селищі мешкало 12 728 осіб у 5411 домогосподарстві у складі 3484 родин. Було 5824 помешкання
Расовий склад населення:
| - 95,1 % — білих - 2,8 % — чорних або афроамериканців - 0,3 % — азіатів - 0,1 % — корінних американців |

До двох чи більше рас належало 1,5 %. Частка іспаномовних становила 0,8 % від усіх жителів.
За віковим діапазоном населення розподілялося таким чином: 18,9 % — особи молодші 18 років, 60,5 % — особи у віці 18—64 років, 20,6 % — особи у віці 65 років та старші. Медіана віку мешканця становила 45,6 року. На 100 осіб жіночої статі у селищі припадало 90,2 чоловіків;  на 100 жінок у віці від 18 років та старших — 86,0 чоловіків також старших 18 років.
Середній дохід на одне домашнє господарство  становив 47 539 доларів США (медіана — 35 406), а середній дохід на одну сім'ю — 55 586 доларів (медіана — 45 774). Медіана доходів становила 43 933 долари для чоловіків та 28 945 доларів для жінок. За межею бідності перебувало 17,9 % осіб, у тому числі 27,6 % дітей у віці до 18 років та 11,5 % осіб у віці 65 років та старших.
Цивільне працевлаштоване населення становило 4948 осіб. Основні галузі зайнятості: освіта, охорона здоров'я та соціальна допомога — 23,8 %, виробництво — 13,0 %, роздрібна торгівля — 12,9 %.